# Wintrebertella centralis
Wintrebertella centralis är en insektsart som beskrevs av Marius Descamps 1964. Wintrebertella centralis ingår i släktet Wintrebertella och familjen Euschmidtiidae. Inga underarter finns listade i Catalogue of Life.